# 이한기
이한기(李漢基，1917년 9월 5일 ~ 1995년 2월 2일, 전남 담양)는 대한민국의 법학자, 법대교수, 관료, 정치인이다. 감사원장 서리와 8대, 9대 감사원장을 역임했다. 1987년에는 국무총리 서리를 역임했다.
서재필, 서재창의 이모부이자 기정진의 수제자인 진사 이최선의 4대손이다. 호는 기당(箕堂)이다.

## 생애
사학자, 서예가, 초대 전남대 문리대학장을 지낸 이혁(李爀)과 윤선도의 후손 해남윤씨(海南尹氏)의 아들로 전라남도 담양군 창평면 장화리 1구 진밭골 부락에서 출생하였다. 월북 과학자인 리승기 박사가 같은 마을에서 태어난 집안 형이다. 할아버지 이광수는 구한 말에 출사하여 통훈대부 성균관박사(通訓大夫 成均館博士)를 지냈고, 아버지 이혁은 서화가이자 전남대학교 교수와 전남대 문리과 대학 초대 학장을 지냈다.
이한기는 본부인 서산류씨와 결혼했으나 일찍 사별하고 후에 서울대학교 음대 교수를 지낸 김혜경과 재혼하였다. 그의 고조할아버지는 조선말기 위정척사파 학자인 이최선으로, 독립운동가 서재필, 갑신정변때 처형된 개혁가 서재창의 생가 이모부였다. 
일본으로 유학, 도쿄제국대학 법학부를 졸업하고, 미국 컬럼비아 대학교를 거쳐  1969년 서울대학교에서 법학박사학위를 받았다.  1952년부터 서울대학교 법과대학 교수로 재직하면서 국제법을 가르쳤으며, 제8대 서울대학교 법과대학 학장을 지냈다. 
1980년 감사원장 서리에 임명되었다가 1980년부터 1982년까지 감사원장을 역임하였고, 1987년 박종철 고문치사 사건의 축소 및 은폐에 대한 책임으로 노신영 국무총리가 사임하자 국무총리 서리에 임명되었으나 같은 해 7월 6.29 선언에 따른 내각 개편으로 경질되었다.
그는 수시로 고향인 창평에 내려와 선산을 방문하였고 자신의 생가에는 친필로 영서당(迎瑞堂)이라 이름하기도 했다. 그밖에 몇 편의 시를 짓기도 했다. 1984년 한-일문화 교류기금 설립때부터 이사장을 맡고 있어 미야자키현 남향촌(일명 백제마을)에서 열렸던 백제문화제 참관과 요양을 위해 일본을 방문하였다가 1995년 가고시마현에서 심장마비로 사망하였다. 

### 사후
전남 담양군 창평면 장전부락 선산에 안장되었으며 아버지인 전남대 초대학장 이혁의 묘소와 할아버지 성균관박사 이광수 묘 사이에 안장되었다.

## 가족
- 조부 : 이광수(李光秀, 1873년 ~ 1953년), 조선시대에 통훈대부 성균관박사 역임
- 조모 : 죽산안씨(竹山安氏)
  - 아버지 : 이혁(李爀, 1897 ~ 1977), 사학자, 서예가, 전남대학교 교수, 초대 전남대 문리대학장
  - 어머니 : 해남윤씨(海南尹氏)
    - 전처 : 서산류씨(瑞山柳氏)
    - 후처 : 김혜경 (金惠炅, 서울대학교 음대 교수)

## 저서 및 작품
- ≪현대국제법≫ (1952)
- ≪국제조약집≫ (1957)
- ≪국제법학(상)≫(1958)
- ≪국제법학(하)≫(1960)
- ≪아시아 정세변동과 한국≫(1971)
- ≪국제법강의≫(1972)
- ≪제3차해양법회의와한국영토≫(1976)
- ≪영서당기≫(1987)
- ≪이한기 국무총리 연설문집≫(1987)
- 지족당 박성인 신도비문

## 기타
책 모으기를 좋아하던 그는 고서를 수집하느라 많은 비용을 썼다고 한다.

## 같이 보기
- 이최선
- 이승학
- 이용순
- 이충영
- 이수성
- 이회창
- 서재필
- 서재창
- 서광범

| 전임 노신영 | 국무총리 서리 1987년 5월 26일 ~ 1987년 7월 13일 | 후임 김정렬 (서리) |

| 전임 신두영 | 감사원장 서리 1980년 9월 2일 ~ 1980년 9월 21일 | 후임 이한기 |

| 전임 이한기 (서리) | 제8대 감사원장 1980년 9월 22일 ~ 1981년 4월 15일 | 후임 이한기 |

| 전임 이한기 | 제9대 감사원장 1981년 4월 16일 ~ 1982년 9월 4일 | 후임 정희택 |